# 山中八幡宮

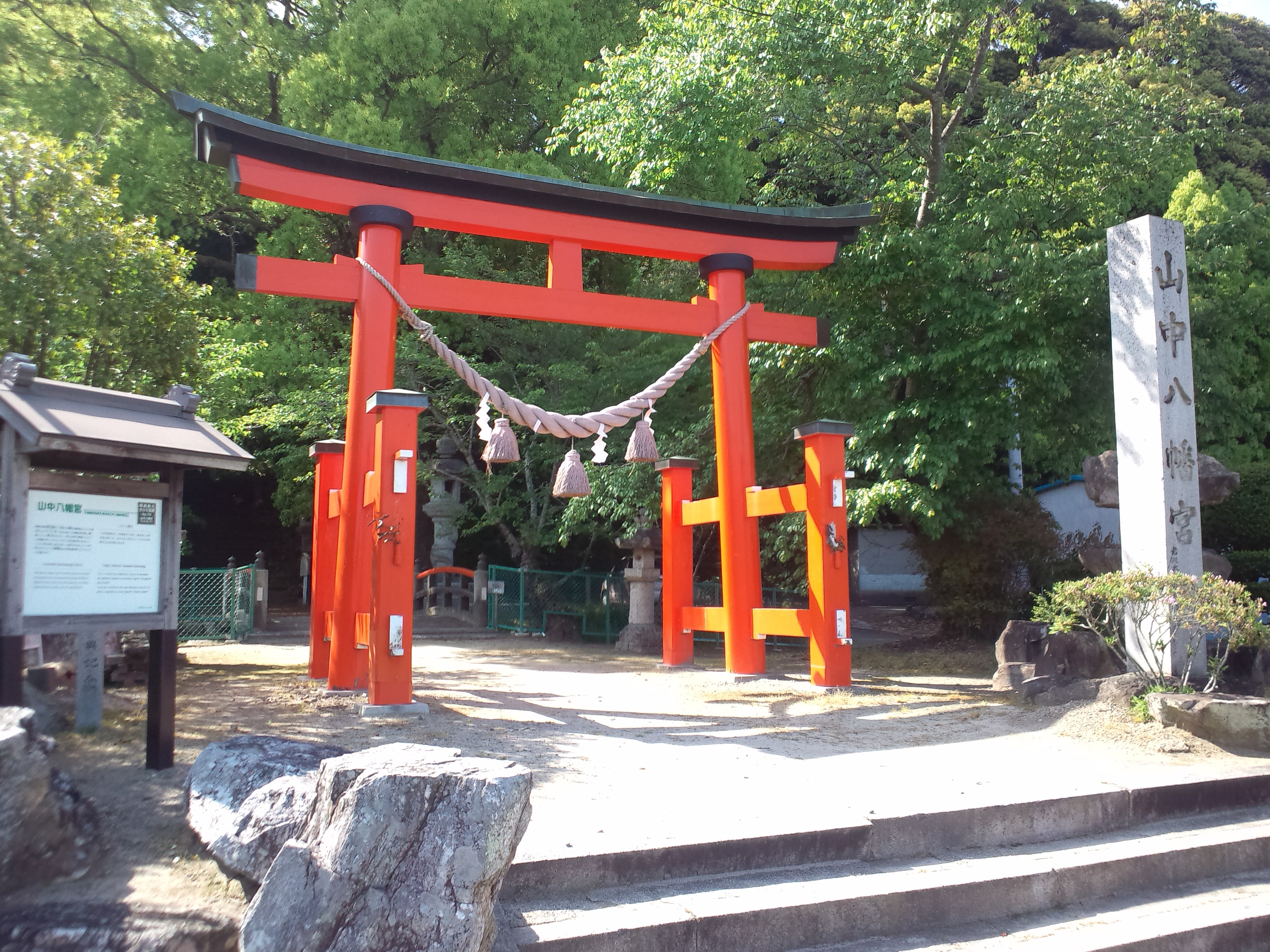
入口の朱鳥居

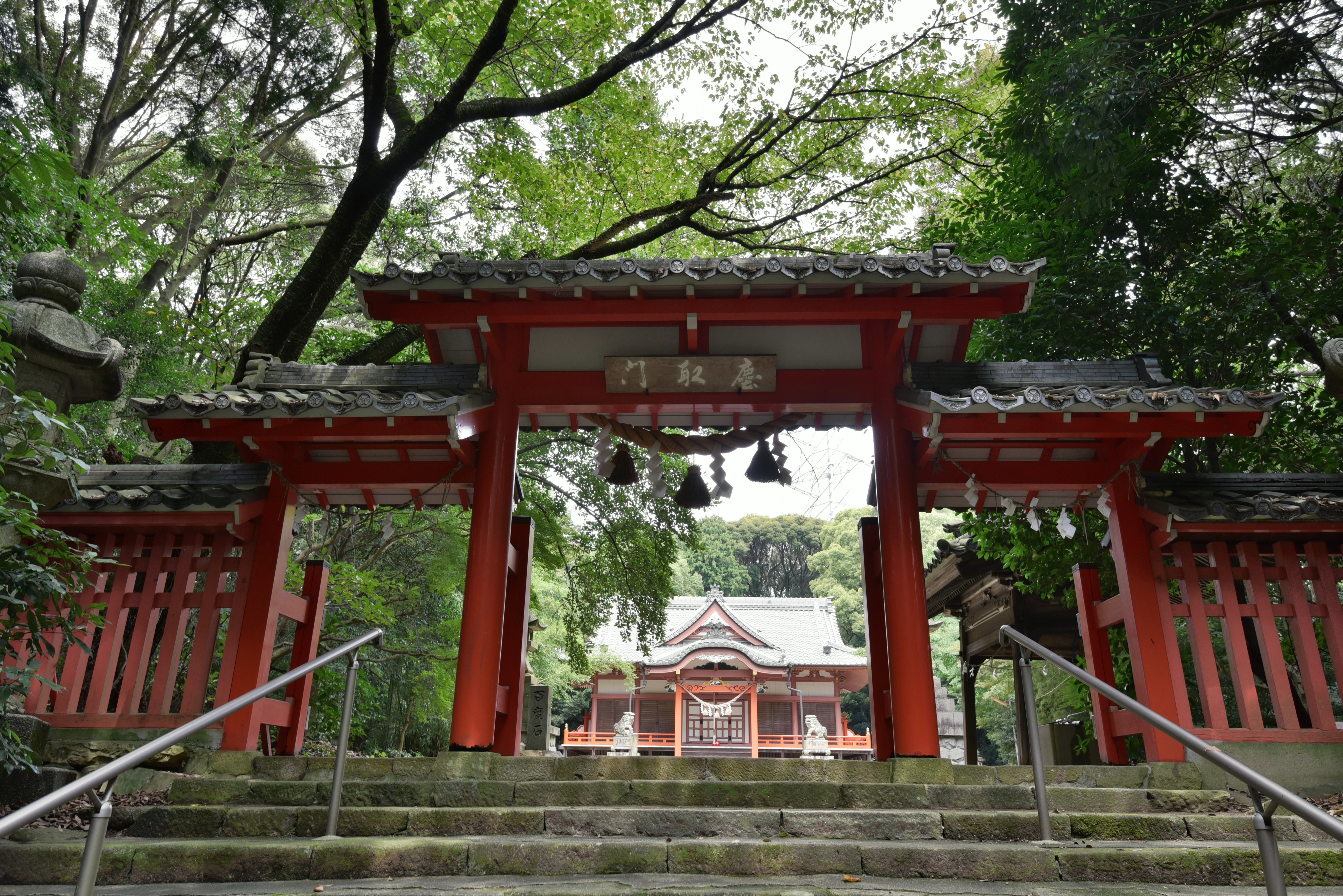
慶取門

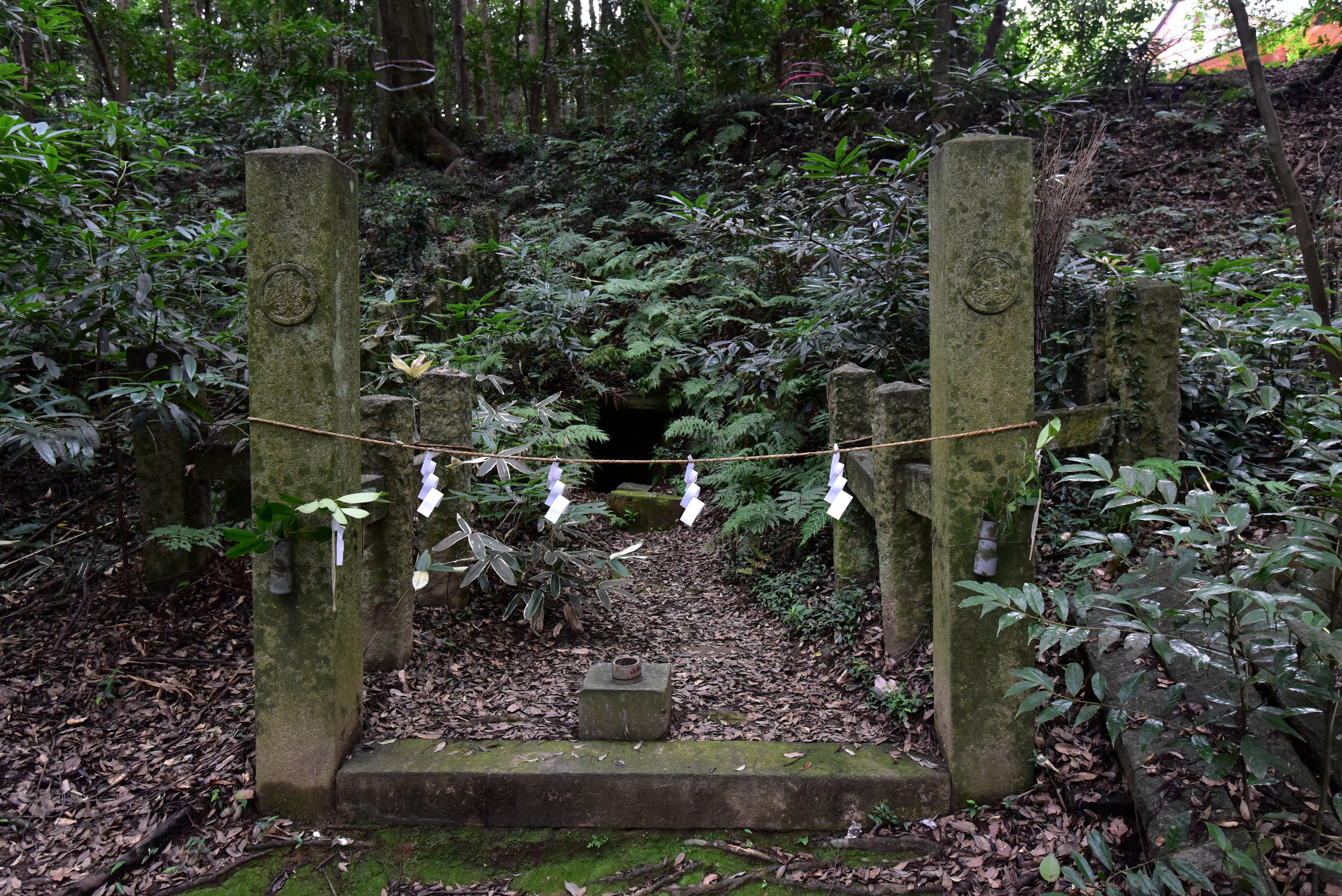
徳川家康が逃げ隠れた鳩ヶ窟

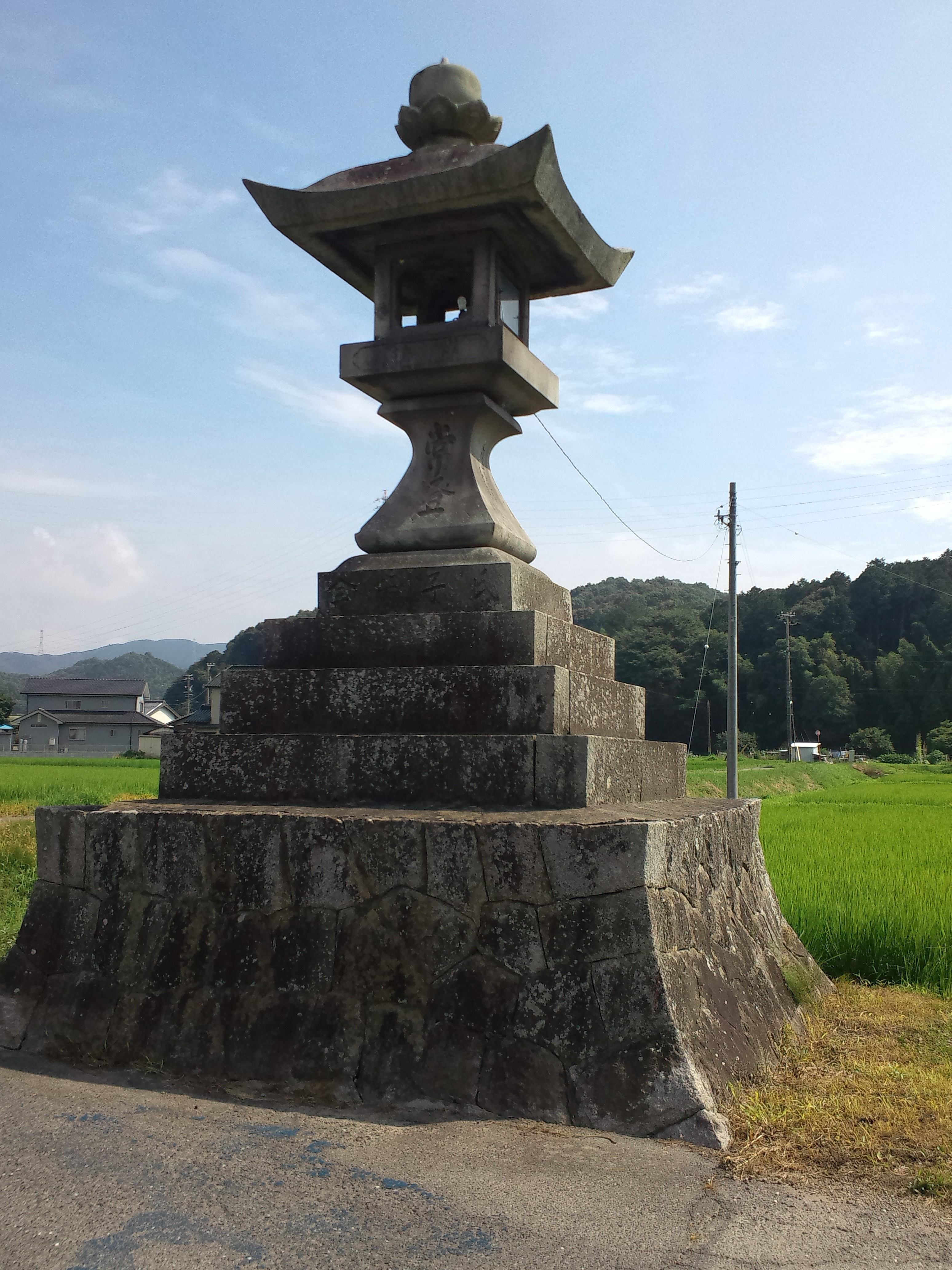
常夜灯

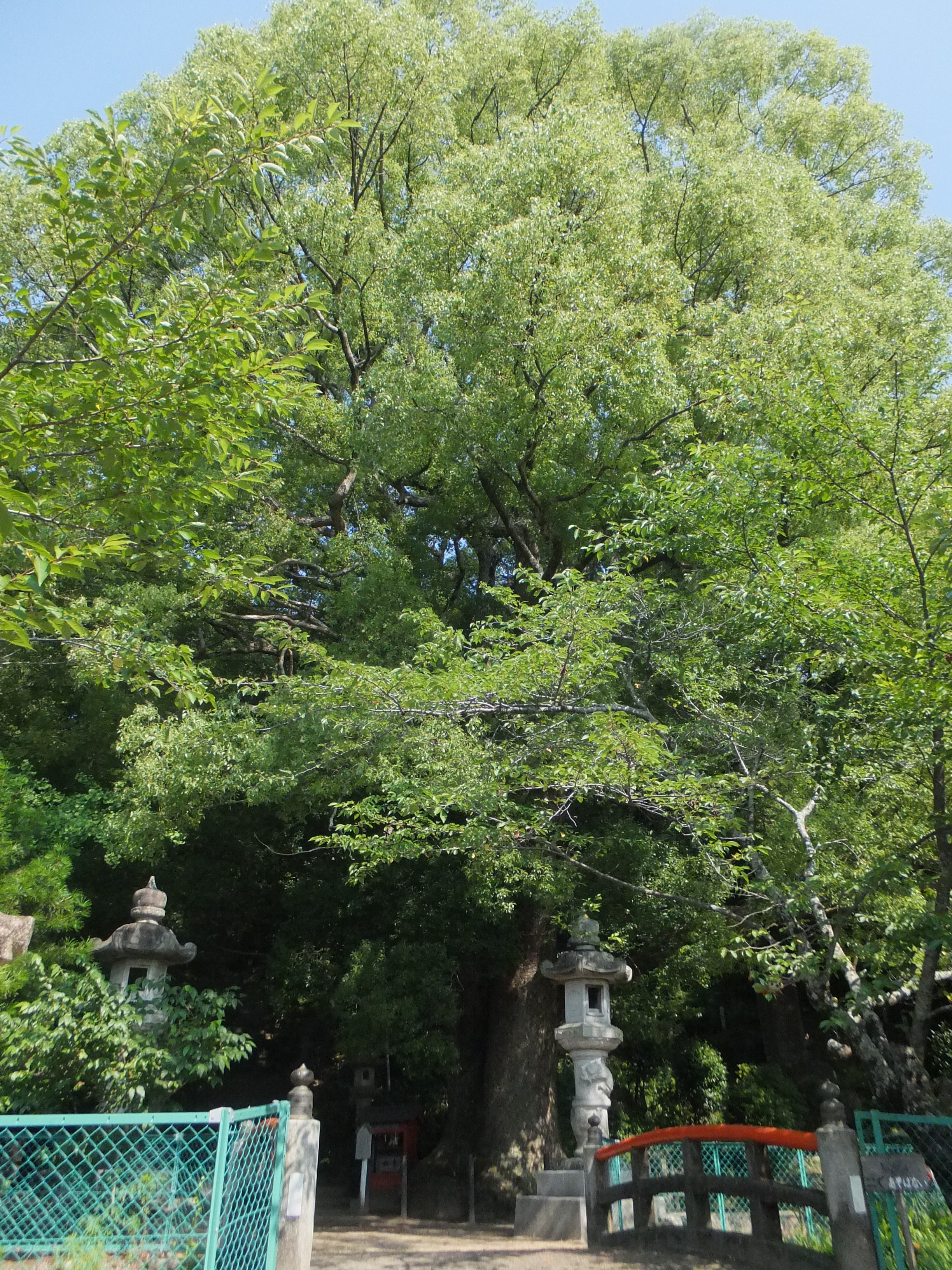
愛知県自然環境保全地域に指定された山中八幡宮の森

山中八幡宮（やまなかはちまんぐう）は、愛知県岡崎市舞木町宮下にある神社である。祭神は応神天皇、比咩大神、息長足姫命。

## 歴史
当地に山中光重という人があり、朱鳥14年（699年）9月9日、宇佐八幡大神の夢のお告げで神霊を迎え、当地に社を建てたのがはじめといわれる。
敷地内に「鳩ヶ窟」（はとがくつ）と呼ばれる洞窟があり、永禄6年（1563年）に起こった三河一向一揆の戦いで、徳川家康が敗れて逃げ隠れた洞窟といわれる。追手の兵がこの中を探そうとしたが、洞窟から白い鳩が2羽飛び立ったので、追手の兵は「人のいる所に鳩などいるわけない」といって通り過ぎ、家康は難をまぬがれたといわれる。その後、この洞窟を鳩ヶ窟といい、このことにより八幡宮の山を御身隠山（おみかくしのやま）と呼ぶようになった。
慶長8年（1603年）8月26日の家康朱印状で180石を寄進された。
寛永11年（1634年）8月23日に3代将軍徳川家光が上洛の際に参拝。

## 祭事
毎年1月3日に、五穀豊穣を祈る御田植祭「デンデンガッサリ」が行われる。田遊びの歌詞のはじめに「デェンデンガッサリヤー」という言葉があるので、この名が定着した。起源は室町時代と言われている。昭和初期までは旧暦の1月3日の夜に行われていた。
祭りの準備は、1972年（昭和47年）に設立されたデンデンガッサリ保存会により12月30日に社務所で行われる。このとき祭りで使われる60キロの大鏡餅やお供えの餅が作られる。
大鏡餅の重さに耐えかねた牛役が倒れると、人々は「丈夫な牛でも倒れるほどの豊作だ」と言って喜び合う。この牛が神前から姿を消した後、大鏡餅は手頃な大きさに切られ、見物人に対し餅投げが行われる。この餅を食べると1年間風邪をひかないという言い伝えがある。
2019年（令和元年）5月8日、デンデンガッサリは、令和元年度あいち文化遺産保存活用推進事業「伝統文化出張講座」の一つに選ばれた。同月から5年生の児童37人はデンデンガッサリの練習を開始。同年10月12日に行われる八幡宮例大祭の演芸祭に出演し、成果を披露する予定。

## 文化財
以下の物件が市の文化財に指定されている。
| 指定名称                       | 種別           | 指定年月日                | 備考                                                  |
| ------------------------------ | -------------- | ------------------------- | ----------------------------------------------------- |
| 乱舞面                         | 工芸品         | 1976年（昭和51年）3月31日 | 松平広忠が寄進した能面。室町時代作といわれる。        |
| 山中八幡宮のヒメハルゼミ生息地 | 天然記念物     | 1982年（昭和57年）9月8日  |                                                       |
| 山中八幡宮のクスノキ           | 天然記念物     | 1985年（昭和60年）3月6日  | 樹齢650年といわれる。根回り14メートル。当社の御神木。 |
| デンデンガッサリ               | 無形民俗文化財 | 1972年（昭和47年）7月5日  |                                                       |

## 自然環境保全地域
2004年（平成16年）2月27日、ルリミノキ、オオフユイチゴなどの群落を有する山中八幡宮の森（5.5ヘクタール）が愛知県自然環境保全地域に指定された。丘の東側斜面の植生はツブラジイの天然生林を主とする。西側斜面はヒノキ植林地となっている。

## 交通アクセス
- 名鉄名古屋本線「名電山中駅」から北西約1キロメートル、徒歩で約15分。